# 三番町 (名古屋市)
三番町（さんばんちょう）は、愛知県名古屋市熱田区の地名。丁番を持たない単独町名である。住居表示実施。

## 地理
名古屋市熱田区南西部に位置する。東は南一番町、西は五番町、南は港区、北は二番二丁目に接する。

## 歴史

### 町名の由来
熱田新田開発の際、一番割から三十三番割まで分割されたうちの三番割に相当することに由来する。

### 沿革
- 1940年（昭和15年）10月10日 - 熱田区熱田新田東組の一部により、同区三番町として成立する[1]。
- 1973年（昭和48年）10月20日 - 南一番町の一部を編入する[1]。
- 1982年（昭和57年）11月14日 - 南一番町の一部を編入する[1]。また、一部が五番町に編入される[1]。

## 世帯数と人口
2018年（平成30年）12月1日現在の世帯数と人口は以下の通りである。
| 町丁   | 世帯数  | 人口    |
| ------ | ------- | ------- |
| 三番町 | 599世帯 | 1,226人 |

## 学区
市立小・中学校に通う場合、学校等は以下の通りとなる。また、公立高等学校に通う場合の学区は以下の通りとなる。
| 番・番地等 | 小学校               | 中学校             | 高等学校 |
| ---------- | -------------------- | ------------------ | -------- |
| 全域       | 名古屋市立千年小学校 | 名古屋市立宮中学校 | 尾張学区 |

## 施設
- 南郊公園[7]

## その他

### 日本郵便
- 郵便番号 : 456-0056[4]（集配局：熱田郵便局[11]）。